# Thea Einöder
Thea Einöder-Straube, née le 8 juin 1951 à Ratisbonne, est une ancienne rameuse allemande. Elle est médaillée de bronze en deux sans barreur aux Jeux de 1976.

## Carrière
Avec Edith Eckbauer, elle remporte la médaille de bronze du deux sans barreur aux Jeux de 1976. Elle détient également une médaille de bronze mondiale en quatre sans barreur en 1975.

## Palmarès

### Jeux olympiques
- Jeux olympiques d'été de 1976 à Montréal ( Canada) :
  -  médaille de bronze en deux sans barreur

### Championnats du monde
- Championnats du monde d'aviron 1975 à Nottingham ( Royaume-Uni) :
  -  médaille de bronze en quatre sans barreur